# Young Artist Awards 2006
Die Young Artist Awards 2006 wurden von der Young Artist Foundation, einer 1979 gegründeten Non-Profit-Organisation, am 25. März 2006 im Sportsmen’s Lodge, einem Hotel in Studio City, Los Angeles, vergeben. Es ist die 27. Verleihung der Awards seit der ersten Verleihung im Jahre 1979. Die Auszeichnung wurde in insgesamt 34 Kategorien für herausragende Leistungen von jungen Schauspielern und Schauspielerinnen in den Bereichen Film, Fernsehen und Theater verliehen.

## Preisträger und Nominierte im Bereich Film

### Bester Hauptdarsteller in einem Spielfilm
- Josh Hutcherson – Zathura – Ein Abenteuer im Weltraum (Zathura)
  - Adam Butcher – Saint Ralph
  - Freddie Highmore – Charlie und die Schokoladenfabrik (Charlie and the Chocolate Factory)
  - Taylor Lautner – Die Abenteuer von Sharkboy und Lavagirl in 3-D (The Adventures of Sharkboy and Lavagirl in 3-D)
  - William Moseley – Die Chroniken von Narnia: Der König von Narnia (The Chronicles of Narnia: The Lion, the Witch and the Wardrobe)

### Beste Hauptdarstellerin in einem Spielfilm
- Dakota Fanning – Dreamer – Ein Traum wird wahr (Dreamer: Inspired by a True Story)
  - Taylor Dooley – Die Abenteuer von Sharkboy und Lavagirl in 3-D (The Adventures of Sharkboy and Lavagirl in 3-D)
  - Jordan-Claire Green – Come Away Home
  - Q’orianka Kilcher – The New World
  - AnnaSophia Robb – Winn-Dixie – Mein zotteliger Freund (Because of Winn-Dixie)

### Bester Nebendarsteller in einem Spielfilm
- Ridge Canipe – Walk the Line
  - Josh Flitter – Das größte Spiel seines Lebens (The Greatest Game Ever Played)
  - Michael Kanev – Saint Ralph
  - Owen Kline – Der Tintenfisch und der Wal (The Squid and the Whale)
  - Steven Anthony Lawrence – Fußballfieber – Elfmeter für Daddy (Kicking & Screaming)
  - Steven Christopher Parker – Volltreffer – Ein Supercoach greift durch (Rebound)
  - Max Thieriot – Der Babynator (The Pacifier)

### Beste Nebendarstellerin in einem Spielfilm
- Suzuka Ōgo – Die Geisha (Memoirs of a Geisha)
  - Aleisha Allen – Sind wir schon da? (Are We There Yet?)
  - Jenna Boyd – Eine für 4 (The Sisterhood of the Traveling Pants)
  - Alisha Mullally – Einsatz auf vier Pfoten – Ein Weihnachtsmärchen (The 12 Dogs of Christmas)

### Bester Schauspieler in einem Spielfilm – zehn Jahre oder jünger
- Adrian Alonso – Die Legende des Zorro (The Legend of Zorro)
  - Jonah Bobo – Zathura – Ein Abenteuer im Weltraum (Zathura)
  - Philip Bolden – Sind wir schon da? (Are We There Yet?)

### Beste Schauspielerin in einem Spielfilm – zehn Jahre oder jünger
- Georgie Henley – Die Chroniken von Narnia: Der König von Narnia (The Chronicles of Narnia: The Lion, the Witch and the Wardrobe)
  - Heidi Hayes – A History of Violence
  - Chloë Moretz – Amityville Horror – Eine wahre Geschichte (The Amityville Horror)
  - Aria Wallace – The Perfect Man

### Beste Besetzung in einem Spielfilm
- Seth Adkins, Ridge Canipe, Brandon Craggs, Jeffrey Davies, Timmy Detters, Carlos und Emmanuel Estrada, Troy Gentile, Kenneth Harris, Carter Jenkins, Amon Johal, Tyler Patrick Jones, Sammi Kane Kraft und Jeffrey Tedmori – Die Bären sind los (Bad News Bears)
  - Brent Kinsman, Shane Kinsman, Forrest Landis, Liliana Mumy, Piper Perabo, Kevin Schmidt, Jacob Smith, Alyson Stoner, Blake Woodruff und Morgan York – Im Dutzend billiger 2 – Zwei Väter drehen durch (Cheaper by the Dozen 2)
  - Drake Bell, Dean Collins, Miranda Cosgrove, Jennifer Habib, Jessica Habib, Miki Ishikawa, Lil’ JJ, Tyler Patrick Jones, Brecken Palmer, Bridger Palmer, Danielle Panabaker, Ty Panitz, Slade Pearce, Haley Ramm, Nicholas Roget-King und Andrew Vo – Deine, meine & unsere (Your, Mine and Ours)

### Bester internationale Familienfilm
- Kanada – Saint Ralph
  - Finnland – Die beste Mutter (Äideistä parhain)
  - England – Mrs. Palfrey at the Claremont
  - England – Oliver Twist
  - Italien – Once You Are Born You Cannot Hide (Quando sei nato non puoi più nasconderti)
  - Brasilien – Dois Filhos de Francisco (2 Filhos de Francisco)

### Beste Darstellung in einem internationalen Spielfilm
- Marcos Henrique, Brasilien – Dois Filhos de Francisco (2 Filhos de Francisco)
- Dablio Moreira, Brasilien – Dois Filhos de Francisco (2 Filhos de Francisco)
  - Barney Clark, England – Oliver Twist
  - Matteo Gadola, Italien – Once You Are Born You Cannot Hide (Quando sei nato non puoi più nasconderti)
  - Hannah Lochner, England – Blick zurück ins Verderben (Child of Mine)
  - Topi Majaniemi, Finnland – Die beste Mutter (Äideistä parhain)

### Bester Schauspieler in einem Kurzfilm
- Evan Lee Dahl – Christopher Brennan Saves the World
  - Cody Estes – See Anthony Run
  - Austin Majors – Volare
  - Calum Worthy – When Jesse Was Born

### Beste Schauspielerin in einem Kurzfilm
- Mary Ann Springer – Cleats of Imminent Doom
  - Anna Friedman – The Braggart
  - Courtney Halverson – A Distant Shore

### Bester Familienfilm (Animation)
- Wallace & Gromit – Auf der Jagd nach dem Riesenkaninchen (Wallace & Gromit: The Curse of the Were-Rabbit)
  - Das wandelnde Schloss (ハウルの動く城)
  - Heffalump – Ein neuer Freund für Winnie Puuh (Pooh’s Heffalump Movie)
  - Robots
  - Corpse Bride – Hochzeit mit einer Leiche (Tim Burton’s Corpse Bride)
  - Valiant

### Bester Familienfilm (Comedy oder Musical)
- Charlie und die Schokoladenfabrik (Charlie and the Chocolate Factory)
  - Winn-Dixie – Mein zotteliger Freund (Because of Winn-Dixie)
  - Verliebt in eine Hexe (Bewitched)
  - Volltreffer – Ein Supercoach greift durch (Rebound)
  - Sky High – Diese Highschool hebt ab! (Sky High)
  - Deine, meine & unsere (Your, Mine and Ours)

### Bester Familienfilm (Drama)
- Die Chroniken von Narnia: Der König von Narnia (The Chronicles of Narnia: The Lion, the Witch and the Wardrobe)
  - Das Comeback (Cinderella Man)
  - Dreamer – Ein Traum wird wahr (Dreamer: Inspired by a True Story)
  - Finding Home
  - Die Legende des Zorro (The Legend of Zorro)
  - Die Geisha (Memoirs of a Geisha)
  - Eine für 4 (The Sisterhood of the Traveling Pants)

## Preisträger und Nominierte im Bereich Fernsehen

### Bester Familienfernsehfilm oder Special
- Silver Bells
  - Felicity: An American Girl Adventure
  - Die Eishockey-Prinzessin (Go Figure)
  - Papst Johannes Paul II. (Pope John Paul II.)
  - Riding the Bus with My Sister

### Bester Hauptdarsteller in einem Fernsehfilm, Miniserie oder Special
- Michael Mitchell – Silver Bells
  - Christopher Plumley – The Metro Chase
  - Jeremy Sumpter – Verführung aus dem Internet (Cyber Seduction: His Secret Life)

### Beste Hauptdarstellerin in einem Fernsehfilm, Miniserie oder Special
- Danielle Keaton – American Black Beauty
  - Courtney Jines – Silver Bells
  - Alexa Vega – Odd Girl Out
  - Shailene Woodley – Felicity: An American Girl Adventure

### Bester Nebendarsteller in einem Fernsehfilm, Miniserie oder Special
- Hunter Clary – Snow Wonder
  - Josh Hayden – Blendende Weihnachten (Deck the Halls)
  - Jake Scott – Verführung aus dem Internet (Cyber Seduction: His Secret Life)
  - Benjamin B. Smith – Bob der Butler (Bob the Butler)

### Beste Nebendarstellerin in einem Fernsehfilm, Miniserie oder Special
- Niamh Wilson – The Stranger I Married (The Man Who Lost Himself)
  - Jasmine Berg – Die Lügen meiner Mutter (Lies My Mother Told Me)
  - Katie Boland – Wild-West-Biking (Buffalo Dreams)
  - Tessa Vonn – Chasing Christmas
  - Brittney Wilson – Haunting Sarah

### Beste Familienserie (Comedy)
- Alle hassen Chris (Everybody Hates Chris)
  - Immer wieder Jim (According to Jim)
  - Hope and Faith (Hope & Faith)
  - Rodney
  - Raven blickt durch (That’s So Raven)

### Beste Familienserie (Drama)
- Surface – Unheimliche Tiefe (Surface)
  - Flight 29 Down
  - Strong Medicine: Zwei Ärztinnen wie Feuer und Eis (Strong Medicine)
  - Sue Thomas: F.B.I. (Sue Thomas: F.B.Eye)

### Bester Hauptdarsteller in einer Fernsehserie (Comedy oder Drama)
- Carter Jenkins – Surface – Unheimliche Tiefe (Surface)
  - Dylan und Cole Sprouse – Hotel Zack & Cody (The Suite Life of Zack & Cody)
  - Tyler James Williams – Alle hassen Chris (Everybody Hates Chris)

### Beste Hauptdarstellerin in einer Fernsehserie (Comedy oder Drama)
- Camille Winbush – The Bernie Mac Show
  - Amy Bruckner – Phil aus der Zukunft (Phil of the Future)
  - Hallee Hirsh – Flight 29 Down

### Bester Nebendarsteller in einer Fernsehserie (Comedy)
- Angus T. Jones – Two and a Half Men
  - Oliver Davis – Rodney
  - Joel Homan – Yes, Dear
  - Paulie Litt – Hope and Faith (Hope & Faith)
  - Vincent Martella – Alle hassen Chris (Everybody Hates Chris)

### Beste Nebendarstellerin in einer Fernsehserie (Comedy)
- Renee Olstead – Still Standing
  - Macey Cruthird – Hope and Faith (Hope & Faith)
  - Joy Lauren – Desperate Housewives

### Bester Nebendarsteller in einer Fernsehserie (Drama)
- Malcolm David Kelley – Lost
  - Spencer Achtymichuk – Dead Zone (The Dead Zone)
  - Eddie Hassell – Surface – Unheimliche Tiefe (Surface)

### Beste Nebendarstellerin in einer Fernsehserie (Drama)
- Sofia Vassilieva – Medium – Nichts bleibt verborgen (Medium)
  - Conchita Campbell – 4400 – Die Rückkehrer (The 4400)
  - Vivien Cardone – Everwood
  - Caitlin Wachs – Welcome, Mrs. President (Commander in Chief)

### Bester Schauspieler in einer Fernsehserie (Comedy oder Drama) – zehn Jahre oder jünger
- Noah Gray-Cabey – What’s Up, Dad? (My Wife and Kids)
  - Allen Alvarado – Flight 29 Down
  - Connor und Garret Sullivan – Immer wieder Jim (According to Jim)
  - Drake Johnston – Eine himmlische Familie (7th Heaven)

### Beste Schauspielerin in einer Fernsehserie (Comedy oder Drama) – zehn Jahre oder jünger
- Jasmine Anthony – Welcome, Mrs. President (Commander in Chief)
  - Taylor Atelian – Immer wieder Jim (According to Jim)
  - Billi Bruno – Immer wieder Jim (According to Jim)
  - Ariel Gade – Invasion
  - Maria Lark – Medium – Nichts bleibt verborgen (Medium)
  - Jazz Raycole – What’s Up, Dad? (My Wife and Kids)

### Bester Gastdarsteller in einer Fernsehserie (Comedy oder Drama)
- Joseph Castanon – Ghost Whisperer – Stimmen aus dem Jenseits (The Ghost Whisperer)
  - Seth Adkins – The West Wing – Im Zentrum der Macht (The West Wing)
  - Reed Alexander – Will & Grace
  - Alex Black – Neds ultimativer Schulwahnsinn (Ned’s Declassified School Survival Guide)
  - Cole Heppell – Dead Zone (The Dead Zone)
  - Masam Holden – Without a Trace – Spurlos verschwunden (Without a Trace)
  - Cameron Monaghan – Nip/Tuck – Schönheit hat ihren Preis (Nip/Tuck)
  - Tanner Richie – Neds ultimativer Schulwahnsinn (Ned’s Declassified School Survival Guide)
  - Cole Evan Heiss – Close to Home

### Beste Gastdarstellerin in einer Fernsehserie (Comedy oder Drama)
- Darcy Rose Byrnes – Schatten der Leidenschaft (The Young and the Restless)
  - Courtney Hope – Related
  - Kali Majors – Strong Medicine: Zwei Ärztinnen wie Feuer und Eis (Strong Medicine)
  - Cherrelle Noyd – Für alle Fälle Amy (Judging Amy)
  - Ashley Rose Orr – Without a Trace – Spurlos verschwunden (Without a Trace)
  - Jennifer Stone – Dr. House (House)

### Herausragende Besetzung in einer Fernsehserie
- Sean Flynn Amir, Paul Butcher, Kristin Herrera, Victoria Justice, Christopher Massey, Alexa Nikolas, Erin Sanders, Jamie Lynn Spears und Matthew Underwood – Zoey 101
  - Andrew Chalmers, Shannon Collis, Demetrius Joyette, Melanie Leishman, Sara Paxton und Kerry Michael Saxena – Darcy’s Wild Life
  - Dalmar Abuzeid, Sarah Barrable-Tishauer, John Bregar, Deanna Casaluce, Daniel Clark, Lauren Collins, Ryan Cooley, Marc Donato, Jake Epstein, Stacey Farber, Aubrey Graham, Jake Goldsbie, Shenae Grimes, Jamie Johnston, Shane Kippel, Andrea Lewis, Mike Lobel, Miriam McDonald, Melissa McIntyre, Daniel Morrison, Adamo Ruggiero und Cassie Steele – Degrassi: The Next Generation
  - Ashley Leggat, Daniel Magder, Michael Seater, Jordan Todosey und Ariel Waller – Mensch, Derek! (Life with Derek)
  - Jordan Calloway, Bianca Collins, Emma Degerstedt, Dustin Ingram, Malese Jow, Carter Jenkins, Emma Roberts, Brandon Smith und Chelsea Tavares – Unfabulous

## Preisträger und Nominierte im Bereich Synchronisation

### Bester Synchronsprecher
- Matthew Josten – Himmel und Huhn (Chicken Little)
  - Jake T. Austin – Diego (Go, Diego, Go!)
  - Marc Donato – Pom Poko (平成狸合戦ぽんぽこ)

### Beste Synchronsprecherin
- Tajja Isen – Atomic Betty
  - Sarah Heinke – Emily Erdbeer (Strawberry Shortcake)
  - Brenda Grate – Tarzan 2 (Tarzan II)